# Jim Hines
James Ray Hines (n. 10 septembrie 1946, Dumas⁠(d), Arkansas, SUA – d. 3 iunie 2023, Hayward⁠(d), California, SUA) a fost un atlet american, campion olimpic la alergări pe distanțe scurte. El a deținut aproape 15 ani recordul mondial la alergări de 100 m.

## Biografie
În tinerețe, Hines a jucat baschet, ulterior trecând la atletism. Antrenorul său a descoperit talentul său deosebit la sprint. La Campionatul Național de Atletism din SUA de la Sacramento a fost primul atlet din lume care aleargă 100 m sub timpul de 10 s (9,9 s), record egalat ulterior în semifinală de atleții Charles Greene și Ronnie Ray Smith.
Jocurile Olimpice de vară din 1968, care au avut loc în Mexico City, au fost umbrite de inițierea un boicot al atleților de culoare contra rasismului. În cele din urmă, atleții de culoare au participat la întreceri, iar Hines a câștigat în final cu un nou timp record de 9,95 s la 100 m. Tot el, împreună cu Charles Greene, Melvin Pender și Ronnie Ray Smith, au stabilit un nou record mondial de 38,2 s la proba de ștafetă 4 x 100 m. După aceste jocuri olimpice, Hines a jucat fotbal american, a fost Wide Receiver, la echipa Miami Dolphins, iar ulterior la Kansas City Chiefs. Recordul său din Mexic va fi corectat la aproape 15 ani, în anul 1983, de atletul american Calvin Smith care aleargă 100 m în 9,93 sec.

## Legături externe
Materiale media legate de Jim Hines la Wikimedia Commons
- en Jim Hines la World Athletics
- en Jim Hines la Olympedia.org
- en  Jim Hines la athleticspodium.com
- en  James Ray Hines la Pro-Football-Reference.com